# Federazione di pallamano del Lussemburgo
La Federazione di pallamano del Lussemburgo (lus.:  Fédération Luxembourgeoise de Handball) è l'ente che governa la pallamano in Lussemburgo.

È stata fondata nel 1946 ed è affiliata alla International Handball Federation ed alla European Handball Federation.

La federazione assegna ogni anno il titolo di campione di Lussemburgo e la coppa nazionale sia maschile che femminile.

Controlla ed organizza l'attività delle squadre nazionali.

La sede amministrativa della federazione è a Lussemburgo.

## Presidenti
| Anno        | Presidente           |
| ----------- | -------------------- |
| 1946 → 1947 | Camille Schleich     |
| 1947 → 1951 | Fernand Tonnar       |
| 1951 → 1959 | Jean-Pierre Scholtes |
| 1959 → 1966 | Jean Arensdorf       |
| 1966 → 1973 | Ben Fonck            |
| 1973 → 1982 | Camille Dimmer       |
| 1982 → 1988 | Frank Molitor        |
| 1988 → 1991 | Raymond Hastert      |
| 1991 → 2005 | Jean Kaiser          |
| 2005 → 2008 | Paul Olk             |
| 2008 → 2013 | Camille Gira         |
| 2014 → 2016 | Dan Epps             |
| 2016 →      | Romain Schockmel     |

## Squadre nazionali
La federazione controlla e gestisce tutte le attività delle squadre nazionali lussemburghesi.
- Nazionale di pallamano maschile del Lussemburgo
- Nazionale di pallamano femminile del Lussemburgo

## Competizioni per club
La federazione annualmente organizza e gestisce le principali competizioni per club del paese.
- Campionato lussemburghese di pallamano maschile
- Campionato lussemburghese di pallamano Femminile
- Coppa del Lussemburgo di pallamano maschile
- Coppa del Lussemburgo di pallamano femminile